# Elly den Haan-Groen
Nelia Apolonia (Elly) den Haan-Groen (Leiden, 30 oktober 1918 – aldaar, 12 maart 1998) was een Nederlands politica van de VVD.
Ze werd geboren als dochter van Johannes Jacobus Groen (1891-1949) en Johanna Nelia Elisabeth Nieuwenhuizen Segaar (1897-1982). Ze heeft een zangopleiding gevolgd maar was ook betrokken bij het jeugdwerk. Van 1950 tot 1954 was ze districtscommissaresse van het Nederlandse Padvindstersgilde (NPG) in Leiden en in 1957 werd ze presidente van het NPG. Samen met wat vrienden had ze veel kritiek op het Leidse stadsbestuur waarop ze besloot om actief te worden in de lokale politiek. Ze was in 1966 kandidaat bij de gemeenteraadsverkiezingen en werd niet alleen gekozen maar ook meteen wethouder. Daarmee was ze de eerste vrouwelijke wethouder van Leiden. In 1968 gaf ze haar functie bij het NPG op om zich meer op het wethouderschap te kunnen richten. In 1974 werd ze lid van de Provinciale Staten van Zuid-Holland en besloot ze om na acht jaar de Leidse gemeenteraad te verlaten. In augustus 1976 werd Den Haan-Groen benoemd tot burgemeester van Voorburg en daarmee was ze een van de eerste vrouwelijke burgemeesters van Zuid-Holland. Eind 1983 ging ze daar met pensioen en in 1998 overleed ze op 79-jarige leeftijd. In Voorburg is het Burgemeester Den Haan-Groenpark naar haar vernoemd. Haar echtgenoot prof. D.C. den Haan (1920-2002) was hoogleraar in de huisartsgeneeskunde aan de Medische Faculteit Rotterdam.